# Otto Ullrich (Soziologe)
Otto Ullrich (* 1. September 1938 in Ostpreußen; † 7. Januar 2015 in Berlin) war ein deutscher Soziologe und Publizist.

## Werdegang
Otto Ullrich wurde 1938 in Ostpreußen auf einem Bauernhof geboren. Sein Vater war Landwirt und starb zusammen mit Ullrichs Großmutter im Januar 1945 bei einem Fluchtversuch aus Ostpreußen. Otto Ullrich, seine Mutter und sein Bruder, Manfred Ullrich, gerieten in russische Zivilgefangenschaft und wurden 1948 in den Westen ausgewiesen. Im Alter von 10 Jahren besuchte Otto Ullrich zum ersten Mal eine Schule. Lesen und Schreiben hatte ihm seine Mutter beigebracht. Nach dem Besuch der Volksschule begann er eine Lehre als Rundfunk- und Fernsehtechniker und arbeitete auch als Geselle in diesem Beruf. Anschließend studierte Ullrich an einer Ingenieurschule Elektrotechnik und arbeitete für kurze Zeit als Ingenieur bei Telefunken. Auf dem zweiten Bildungsweg legte er das Abitur ab, um in Berlin und London Soziologie, Sozialpsychologie und Wirtschaftswissenschaften zu studieren. Nach dem Erreichen des Diploms in Soziologie arbeitete Otto Ullrich an „Technik und Herrschaft“ für seine Dissertation. „Technik und Herrschaft“ wurde als Habilitationsschrift anerkannt.
Otto Ullrich unterrichtete später an der Technischen Universität Berlin und an der Freien Universität Berlin. Die Versuche, eine Professur zu erlangen, scheiterten nach Ansicht von Ullrich „... auch, weil meine Wissenschafts- und Technikkritik zu anstößig wirkte.“ Gemeinsam mit Helmut Holzapfel, Wolfgang Sachs, Klaus Traube und anderen arbeitete Otto Ullrich zum Thema Energie und Verkehr. Darüber hinaus schrieb er Bücher und Aufsätze, hielt Vorträge, erstellte Gutachten und arbeitete in Enquete-Kommissionen mit.
Otto Ullrich beschäftigte sich intensiv mit Fragen der Transformation von frühzeitig industrialisierten Gesellschaften hin zu suffizienten Lebensweisen.
1985 gehörte Otto Ullrich zum Kreis der Gründungsgesellschafter des Instituts für ökologische Wirtschaftsforschung (IÖW).

## Standpunkte
Otto Ullrich war Technikkritiker und sprach sich unter anderem gegen Automobilismus sowie für Vegetarismus aus. Er bezeichnete sich selbst als „militanter“ Antimilitarist.

## Privates
1968 heiratete er seine Frau Karin, geborene Harder, die als Mathematiklehrerin am Berlin-Kolleg unterrichtete.

## Publikationen
- Otto Ullrich: Technik und Herrschaft. Vom Handwerk zur verdinglichten Blockstruktur industrieller Produktion. Suhrkamp, Frankfurt am Main 1977, ISBN 978-3-518-07460-2.
- Otto Ullrich, Dieter Claessens: Soziale Rolle. Fernuniv., Gesamthochsch., Fachbereich Erziehungs- u. Sozialwiss., Hagen (d-nb.info – 1978, 1981: Kurseinheit 1.: Der Rollenbegriff und seine empirischen Anwendungen, Kurseinheit 2.: Rolle in der Industriegesellschaft).
- Otto Ullrich, Unter Mitarb. von Dieter Claessens: Soziale Rolle in der Industriegesellschaft.  Juventa-Verlag, München 1978, ISBN 978-3-7799-0705-3.
- Otto Ullrich: Weltniveau. In der Sackgasse des Industriesystems. Rotbuch Verlag, Berlin 1979, ISBN 978-3-88022-207-6.
- Otto Ullrich: Technik und Herrschaft. Vom Hand-Werk zur verdinglichten Blockstruktur industrieller Produktion. Suhrkamp, Frankfurt am Main 1979, ISBN 978-3-518-07877-8 (Hochschulschrift, 2. Auflage 1983: ISBN 978-3-518-27877-2, 3. Auflage 1988: ISBN 978-3-518-27877-2).
- Otto Ullrich: Industrisamhälle i °atervädsgränd? Förlaget Barrikaden, Stockholm 1980, ISBN 91-85328-67-7 (Övers fr°an tyskan (aus dem Deutschen): Hans Kellerman).
- Otto Ullrich: Weltmodelle gegen Katastrophen. Der Ingenieur als Retter. Verlag Kantstrasse, Berlin 1981 (d-nb.info).
- Klaus Traube, Otto Ullrich: Billiger Atomstrom? Wie die Interessen der Elektrizitätswirtschaft die Energiepolitik bestimmen. Rowohlt, Reinbek bei Hamburg 1982 (ISBN 3-499-4947-8).
- Helmut Holzapfel, Klaus Traube, Otto Ullrich: Autoverkehr zweitausend. Wege zu einem ökologischen und sozial verträglichen Strassenverkehr. Müller, Karlsruhe 1985, ISBN 978-3-7880-9712-7 (2. Auflage 1988: ISBN 978-3-7880-9760-8, 3. Auflage 1992: ISBN 978-3-7880-9847-6).
- Otto Ullrich, Dieter Claessens: Dreifachkurseinheit. Fernuniversität in Hagen, Hagen 1999 (d-nb.info).